# Roupala suaveolens
Roupala suaveolens är en tvåhjärtbladig växtart som beskrevs av Johann Friedrich Klotzsch. Roupala suaveolens ingår i släktet Roupala och familjen Proteaceae. Inga underarter finns listade i Catalogue of Life.